# City Roots
City Roots (1979) var et dansk punkband, der efter en forholdsvis kort levetid slog sig sammen med punkbandet You-X og dannede det legendariske danske hardcore punkband City-X. 
Det lader til at City Roots debuterede på Trekanten på Refshalevej i København den 22. september 1979, hvor de spillede sammen med bl.a. Sods, Bollocks, Prügelknaben og D-Day. Bandet spillede bl.a. til Concert Of The Moment den 9. november 1979 og medvirker på Concert Of The Moment LP'en fra 1980 med numrene City Roots, Blow On The Future og All Of Us.
City Roots bestod bl.a. af Gert Oestrich (Trommer) og Søren Henriksen.

## Diskografi
- Concert of the Moment – compilation, 3LP (Irmgardz – Irmg 002) 1980
- Concert of the Moment – MC x 2 (Irmgardz – IRMG K502) 1980